# Kloster Culross
Das Kloster Culross (englisch: Culross Abbey) ist ein ehemaliges Zisterzienserkloster in Schottland. Es liegt in Culross in Fife.

## Geschichte
Das Kloster wurde 1217 von Maol Choluim (I), Earl of Fife gestiftet. Kloster Culross war eine Tochtergründung von Kloster Kinloss, einer Tochter von Kloster Melrose, das wiederum ein Tochterkloster der Primarabtei Clairvaux war. Culross war die 573. mittelalterliche Zisterzienserabtei. Die Abtei wurde 1589 eingezogen. Die Anlage wird von Historic Scotland betreut.

## Bauten und Anlage
Die Anlage des 13. Jahrhunderts entsprach im Wesentlichen dem im Orden Üblichen. Im späten 15. Jahrhundert wurden der Konversenbereich und das Schiff der Kirche aufgegeben. 1633 wurde der Chor zur Pfarrkirche, während die anschließenden Gebäude verfielen. Das nördliche Querschiff wurde 1642 in eine Grablege für Sir George Bruce verwandelt. Die Abtei wurde 1823 und 1905 restauriert.

## Schutzstatus
Für die verschiedenen Teile der Anlage wurden unterschiedliche Schutzstatus eingerichtet. Diese sind:
- die archäologisch relevanten Teile als Scheduled Monument[1]
- die für den Denkmalschutz bedeutsamen Baulichkeiten als Listed Building der höchsten[2] und der zweithöchsten Stufe[3]
- Zudem wurden die Grünanlagen als Teil des Inventory of Gardens and Designed Landscapes in Scotland ausgewiesen.[4]